# Абу Салама
Абу Салама Абдаллах ибн Абд аль-Асад (араб. أَبُو سَلَمَة عَبْد ٱلله ٱبْن عَبْد ٱلْأَسَد‎) — один из Сподвижников исламского пророка Мухаммада. Он также был двоюродным братом и приемным братом Мухаммеда и Хамзы ибн Абд аль-Мутталиб через их молочную мать Сувейбу.

## Биография
Абу Салама был одним из ранних сподвижников Мухаммада. Он родился у Барры бинт Абд аль-Мутталиб и Абд аль-Асада, таким образом, он был двоюродным братом Мухаммада; поскольку Барра была родной сестрой Абдуллаха ибн Абд аль-Мутталиба.  Он был женат на Умм Саламе, и они были среди первых, кто принял ислам. У них было четверо детей: Салама, Умар, Зайнаб и Дурра.
Абу Салама также участвовал в миграции в Эфиопию, но позже вернулся под защиту своего дяди Абу Талиба ибн Абд аль-Мутталиба.

### Военные походы в эпоху Мухаммада
Абу Салама умер от раны, которую он получил во время битвы при Ухуде, которая открылась после того, как он возглавил поход на Катан. После его смерти Мухаммед женился на его вдове Умм Саламе.
Он также участвовал в походе на Катан, в котором Мухаммад приказал атаковать племя Бану Асад ибн Хузайма после получения сведений о том, что они якобы замышляют нападение на Медину. Во время похода мусульмане захватили в плен 3 человека.